# 冯丽朝
冯丽朝（1979年9月—），河北石家庄人，汉族，中国共产党党员。中华人民共和国布机挡车工、政治人物，第十三届全国人民代表大会河北地区代表。

## 生平
2018年2月24日，当选为第十三届全国人大代表。